# 1000-km-Rennen von Fuji 1988

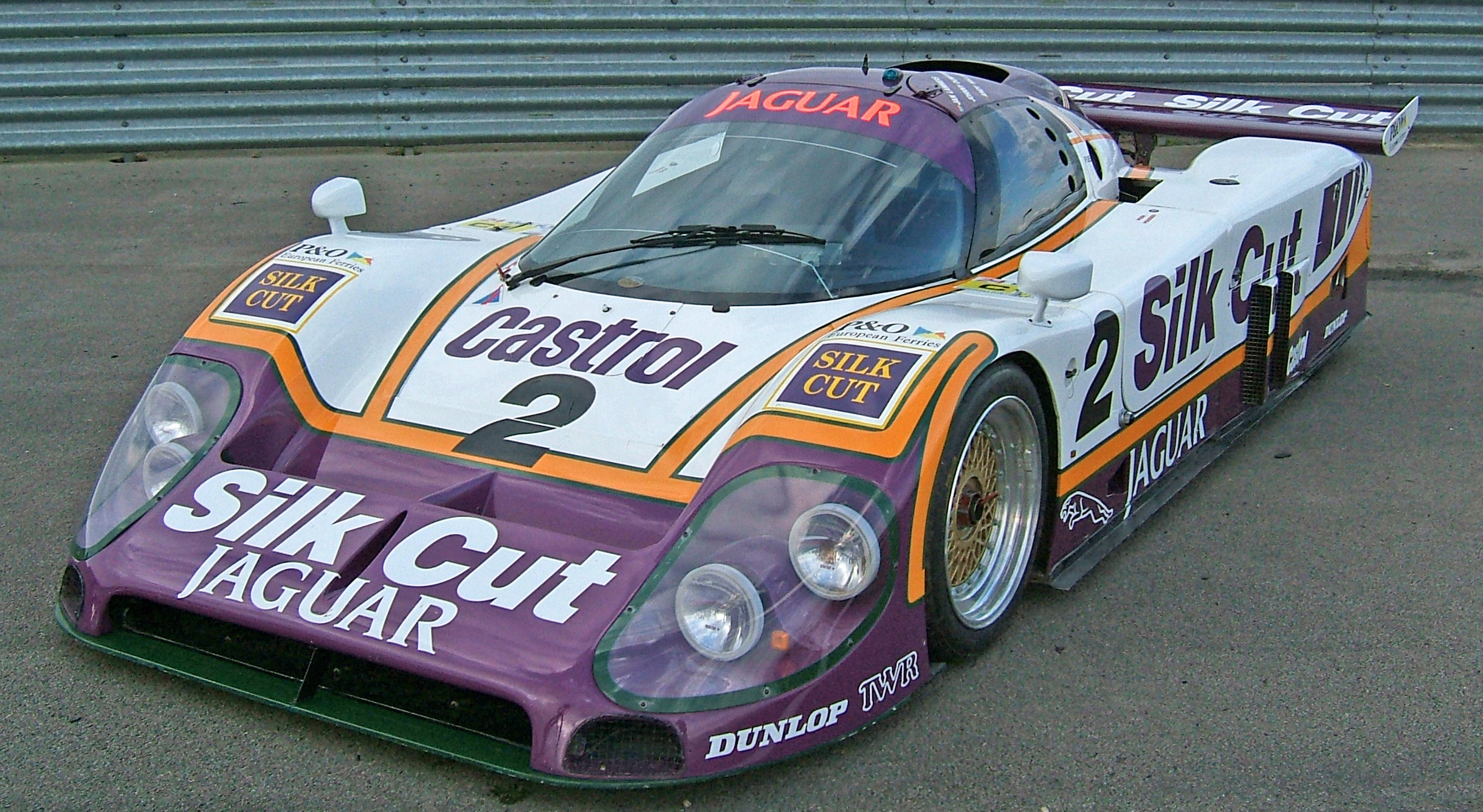
Der Jaguar XJR-9 mit der Startnummer 2; Jan Lammers und Johnny Dumfries fielen mit diesem Wagen nach 212 Runden durch einen Unfall aus

Das 1000-km-Rennen von Fuji 1988, auch WEC in Japan, 1988 World Sport Prototypes Championship Fuji 1000km, Fuji Speedway, fand am 9. Oktober auf dem Fuji Speedway statt und war der zehnte Wertungslauf der Sportwagen-Weltmeisterschaft dieses Jahres. Außerdem zählte das Rennen zur japanischen Sportwagen- zur Fuji-Long-Distance-Serie.

## Das Rennen
Das Rennen auf dem Fuji Speedway war der zehnte Wertungslauf der Sportwagen-Weltmeisterschaft. Die Weltmeisterschaft war bereits vorzeitig entschieden worden. Durch den zweiten Gesamtrang beim Vorgängerrennen, dem 1000-km-Rennen von Spa-Francorchamps, sicherte sich das Jaguar-Werksteam unter der Führung von Tom Walkinshaw die Gesamtwertung der Marken-Weltmeisterschaft und Martin Brundle den Titel eines Sportwagen-Weltmeisters der Fahrer.
Obwohl diese wichtige Entscheidung bereits gefallen war, wurden 40 Fahrzeuge gemeldet, von denen 35 am Rennen teilnahmen. Die schnellste Trainingszeit erzielte überraschend der Japaner Hideki Okada, der sich einen Porsche 962C mit dem Schweden Stanley Dickens teilte. Der schnellste C2-Bolide war im Training der Spice SE88C von Gordon Spice und Ray Bellm, dem sechs Sekunden auf die schnellsten C1-Fahrzeuge fehlten. Die Klasse der IMSA-GTP-Prototypen dominierten die Werkswagen von Mazda.
Das Rennen endete mit einem weiteren Jaguar-Gesamtsieg. Martin Brundle und Eddie Cheever siegten auf einem XJR-9 mit dem Vorsprung von einer Runde auf den Werks-Porsche 962C von Price Cobb und Klaus Ludwig, der auch die schnellste Rundenzeit im Rennen erzielte. Dritte wurde Frank Jelinski und Louis Krages in einem weiteren Porsche 962C; dieser Wagen wurde von Joest Racing gemeldet. In der C2-Klasse ging der Sieg an den ehemaligen chilenischen Formel-1-Piloten Eliseo Salazar, der sich einen Spice mit dem Dänen Thorkild Thyrring teilte. Den Klassensieg in der IMSA-GTP-Serie holten sich Yōjirō Terada und Dave Kennedy auf einem Mazda 767.

## Ergebnisse

### Schlussklassement
| 1               | C1  | 1    | Silk Cut Jaguar                  | Martin Brundle Eddie Cheever                     | Jaguar XJR-9   | 224 |
| 2               | C1  | 17   | Omron Porsche AG                 | Price Cobb Klaus Ludwig                          | Porsche 962C   | 223 |
| 3               | C1  | 8    | Joest Racing                     | Frank Jelinski Louis Krages                      | Porsche 962C   | 221 |
| 4               | C1  | 27   | From A Racing                    | Hideki Okada Stanley Dickens                     | Porsche 962C   | 221 |
| 5               | C1  | 61   | Team Sauber Mercedes             | Jochen Mass Kenny Acheson Jean-Louis Schlesser   | Sauber C9      | 220 |
| 6               | C1  | 25   | Advan Alpha Nova                 | Kunimitsu Takahashi Kazuo Mogi                   | Porsche 962C   | 217 |
| 7               | C1  | 99   | Rothmans Porsche Team Schuppan   | Eje Elgh Maurizio Sandro Sala                    | Porsche 962C   | 214 |
| 8               | C1  | 28   | Leyton House Racing Team         | Naoki Nagasaka Kaoru Hoshino Masahiko Kageyama   | Porsche 962C   | 214 |
| 9               | C1  | 23   | Nissan Motorsports               | Kazuyoshi Hoshino Kenji Takahashi Allen Grice    | Nissan R88C    | 214 |
| 10              | C1  | 100  | Trust Racing Team                | George Fouché Vern Schuppan Sarel van der Merwe  | Porsche 962C   | 214 |
| 11              | C2  | 103  | BP Spice Engineering             | Eliseo Salazar Thorkild Thyrring                 | Spice SE88C    | 212 |
| 12              | C1  | 32   | Nissan Motorsports               | Masahiro Hasemi Aguri Suzuki                     | Nissan R88C    | 210 |
| 13              | C2  | 121  | Cosmik GPM                       | Costas Los Tom Hessert                           | Spice SE87C    | 209 |
| 14              | GTP | 202  | Mazdaspeed                       | Yōjirō Terada Dave Kennedy                       | Mazda 767      | 209 |
| 15              | C2  | 106  | Kelmar                           | Ranieri Randaccio Vito Veninata                  | Tiga GC88      | 207 |
| 16              | C1  | 11   | Leyton House with Porsche Kremer | Oscar Larrauri Bruno Giacomelli                  | Porsche 962CK6 | 206 |
| 17              | C1  | 33   | Takefuji Racing Team             | Derek Bell Brian Redman                          | Porsche 962C   | 192 |
| 18              | C2  | 171  | British Barn Racing Team         | Hideo Fukuyama Jirō Yoneyama Kiyoshi Misaki      | JTK 63C        | 189 |
| 19              | C2  | 127  | Chamberlain Engineering          | Arthur Abrahams Dan Murphy Ian Khan              | Spice SE86C    | 187 |
| 20              | GTP | 230  | Shizumatsu Racing                | Tetsuji Shiratori Syuuji Fujii Terumitsu Fujieda | Mazda 757      | 181 |
| 21              | C1  | 37   | Toyota Team Tom’s                | Stefan Johansson Paolo Barilla Hitoshi Ogawa     | Toyota 88C-V   | 161 |
| 22              | C1  | 36   | Toyota Team Tom’s                | Geoff Lees Masanori Sekiya Keiichi Suzuki        | Toyota 88C-V   | 159 |
| Ausgefallen     |     |      |                                  |                                                  |                |     |
| 23              | C2  | 107  | Chamberlain Engineering          | Jean-Louis Ricci Claude Ballot-Léna Ian Khan     | Spice SE88C    | 197 |
| 24              | C1  | 7    | Joest Racing                     | Bob Wollek Harald Grohs                          | Porsche 962C   | 191 |
| 25              | C1  | 62   | Team Sauber Mercedes             | Mauro Baldi Philippe Streiff                     | Sauber C9      | 175 |
| 26              | C2  | 111  | BP Spice Engineering             | Gordon Spice Ray Bellm                           | Spice SE88C    | 175 |
| 27              | C1  | 10   | Porsche Kremer Racing            | Volker Weidler Manuel Reuter                     | Porsche 962CK6 | 171 |
| 28              | C1  | 20   | Team Davey                       | Tim Lee-Davey Tom Dodd-Noble Katsunori Iketani   | Porsche 962C   | 112 |
| 29              | C1  | 50   | SARD                             | Martin Donnelly Jochen Dauer Syuuroku Sasaki     | SARD MC88C     | 109 |
| 30              | GTP | 201  | Mazdaspeed                       | Takashi Yorino Yoshimi Katayama Pierre Dieudonné | Mazda 767      | 96  |
| 31              | C1  | 2    | Silk Cut Jaguar                  | Jan Lammers Johnny Dumfries                      | Jaguar XJR-9   | 35  |
| 32              | C1  | 86   | Italya Racing Team               | Takao Wada Anders Olofsson                       | March 88S      | 25  |
| 33              | C1  | 77   | Memorex Telex Racing Team        | Tiff Needell Giampiero Moretti Harald Huysman    | Porsche 962C   | 14  |
| 34              | C1  | 85   | Person’s Racing Team             | Toshio Suzuki Akio Morimoto                      | March 88S      | 11  |
| 35              | C1  | 45   | Auto Beaureux Motorsport         | Andrew Gilbert-Scott Steven Andskär              | Toyota 87C-L   | 6   |
| Nicht gestartet |     |      |                                  |                                                  |                |     |
| 37              | C1  | 36T  | Toyota Team Tom’s                | Geoff Lees Masanori Sekiya Keiichi Suzuki        | Toyota 88C-V   | 1   |
| 38              | C1  | 100T | Trust Racing Team                | George Fouché Vern Schuppan Sarel van der Merwe  | Porsche 962C   | 2   |

1 Trainingswagen
2 Trainingswagen

### Nur in der Meldeliste
Hier finden sich Teams, Fahrer und Fahrzeuge, die ursprünglich für das Rennen gemeldet waren, aber aus den unterschiedlichsten Gründen daran nicht teilnahmen.
| Pos. | Klasse | Nr. | Team                        | Fahrer                         | Chassis          |
| ---- | ------ | --- | --------------------------- | ------------------------------ | ---------------- |
| 39   | C1     | 14  | Richard Lloyd Racing        | James Weaver Martin Donnelly   | Porsche 962C GTi |
| 40   | C1     | 24  | Dollop Racing               | Jean-Jacques Frey              | Lancia LC2/88    |
| 41   | C2     | 181 | Luigi Taverna Techno Racing | Luigi Taverna Fabio Magnani    | Alba AR3         |
| 42   | C2     | 198 | Roy Baker Racing            | David Andrews Max Cohen-Olivar | Tiga GC288       |

### Klassensieger
| Klasse | Fahrer         | Fahrer            | Fahrzeug     | Platzierung im Gesamtklassement |
| ------ | -------------- | ----------------- | ------------ | ------------------------------- |
| C1     | Martin Brundle | Eddie Cheever     | Jaguar XJR-9 | Gesamtsieg                      |
| C2     | Eliseo Salazar | Thorkild Thyrring | Spice SE88C  | Rang 11                         |
| GTP    | Yōjirō Terada  | Dave Kennedy      | Mazda 767    | Rang 14                         |

### Renndaten
- Gemeldet: 40
- Starter: 35
- Gewertet: 22
- Rennklassen: 3
- Zuschauer: 81.500
- Wetter am Renntag: wolkig aber trocken
- Streckenlänge: 4,470 km
- Fahrzeit des Siegerteams: 5:28:05,941 Stunden
- Gesamtrunden des Siegerteams: 224
- Gesamtdistanz des Siegerteams: 1001,280 km
- Siegerschnitt: 183,106 km/h
- Pole Position: Hideki Okada – Porsche 962C (#27) – 1:21,795 = 196,736 km/h
- Schnellste Rennrunde: Klaus Ludwig – Porsche 962C (#17) – 1:16,180 = 193,941 km/h
- Rennserie: 10. Lauf zur Sportwagen-Weltmeisterschaft 1988